# Klaus Elbert
Klaus Elbert (* 12. Februar 1960) ist ein ehemaliger deutscher Fußballspieler, welcher in der Saison 1983/84 bei Kickers Offenbach ein Spiel in der Fußball-Bundesliga absolviert hat.

## Karriere
Der Offensivspieler war 1982 vom VfR Goldbach zur Amateurmannschaft der Kickers an den Bieberer Berg gekommen. Als der OFC 1983/84 unter Trainer Lothar Buchmann in der Bundesliga spielte, aber grundsätzlich gegen den Abstieg kämpfte und Buchmann ab dem 16. März 1984 durch die Kickers-Legende Hermann Nuber ersetzt worden war, kam Elbert am 33. Rundenspieltag, den 19. Mai 1984, bei einer 1:2-Heimniederlage gegen Eintracht Braunschweig zu einem Einsatz in der Bundesliga. Er wurde in der 60. Minute für Franz Michelberger in das Mittelfeld eingewechselt und spielte an der Seite von Uwe Bein und hinter den zwei Spitzen Walter Krause und Erhard Hofeditz.
In der folgenden Runde in der 2. Bundesliga, 1984/85, kam er zu drei weiteren Spielen. Die ersten zwei Spiele absolvierte er unter Trainer Fritz Fuchs am 8. September beziehungsweise 6. Oktober 1984 gegen den SV Darmstadt 98 (1:1) und 1. FC Nürnberg (2:3). Gegen die „Lilien“ vom Böllenfalltor bildete er mit Uwe Höfer den Angriff, gegen den „Club“ wurde er in der 79. Minute im Angriff für Klaus-Dieter Augst eingewechselt. Sein drittes und letztes Zweitligaspiel bestritt er wiederum als Einwechsler am 19. April 1985 unter Fuchs-Nachfolger Horst Heese bei einer 2:3-Auswärtsniederlage gegen die Stuttgarter Kickers. Der OFC stieg mit Spielern wie Oliver Reck, Jörg Neun, Reinhard Stumpf, Michael Grünewald, Gerd Paulus, Bernd Beck, Knut Hahn und Axel Brummer als 19. in das Amateurlager ab.
Elbert soll später zu Viktoria Aschaffenburg gewechselt sein.